# مولاي عبد الكريم
مولاي عبد الكريم هي قرية مغربية شمال المملكة. تنتمي مولاي عبد الكريم لإقليم تاونات الجبلي. تضم هذه القرية 8.282 نسمة (إحصاء 2004).